# 陳万年
陳 万年（ちん ばんねん、? - 紀元前44年）は、前漢の人。沛郡相県の人。御史大夫になった。

## 略歴
郡吏となり、抜擢を受けて県令に登り、広陵太守に昇進した。成績優秀であったことから神爵元年（紀元前61年）に右扶風に選ばれ、五鳳2年（紀元前56年）に太僕に遷った。
陳万年は慎ましやかで公平であったが、一方で史高ら外戚の史氏・許氏に賄賂を贈っていた。また丞相丙吉が病にかかった時、大臣たちは見舞いに行ったが、陳万年だけはすぐに帰らずに深夜まで留まった。丙吉が重態となった時、宣帝が有能な大臣の名を尋ねると、丙吉は杜延年・于定国および陳万年を推薦した。推薦された杜延年・于定国は相次いで御史大夫に選ばれ、甘露3年（紀元前51年）に于定国が丞相に昇進すると陳万年が後任の御史大夫に選ばれた。
陳万年は御史大夫の在任中、初元5年（紀元前44年）に病死した。子の陳咸は有能さと忠直さで有名となり、御史中丞や太守を歴任した。
陳万年は病気になった際、子の陳咸を呼んで病床から戒めを与えたが、夜中にまで至ったため、陳咸は居眠りをした。陳万年は「俺がお前に戒めを与えているのにお前は居眠りして俺の言葉を聴かないとは何事だ」と怒って陳咸を打ち据えようとしたが、陳咸は「要約すると私に諂いを教えようというのでしょう」と言ったため、陳万年は何も言わなかった。